# آدم جوناثان كوبر
آدم جوناثان كوبر بالانجليزي: Adam Kuper (ولد في 29 ديسمبر 1941)  هو عالم أنثروبولوجيا جنوب أفريقي وثيق الصلة بمدرسة الأنثروبولوجيا الاجتماعية. غالبًا ما يتعامل في أعماله مع مفهوم «الثقافة» بتشكك، مع التركيز على كيفية استخدامها وعلى ما تعنيه.

## نشأته
كوبر هو ابن سيمون ماير كوبر وجيرترود هيسلمان. نشأ في جوهانسبرغ والتحق بمدرسة باركتاون بويز الثانوية. حصل على شهادته الأولى في جامعة ويتواترسراند في جوهانسبرج. استندت درجة الدكتوراه التي حصل عليها من جامعة كامبريدج إلى بحث ميداني في صحراء كالاهاري في بوتسوانا. بعد التخرج عاد إلى إفريقيا،  حيث قام بمزيد من العمل الميداني في بوتسوانا وأوغندا. كان عالم الاجتماع ليو كوبر وعالمة الأنثروبولوجيا هيلدا كوبر عمه وعمته. تزوج من جيسيكا كوهين (1944-2013) من جوهانسبرغ في عام 1966. عاش في موسويل هيل لأكثر من 25 عامًا.

## المسار التعليمي والمهني
درّس من 1967 إلى 1970 في جامعة ماكيريري في كمبالا. من 1970 إلى 1976 عمل أستاذا في يونيفرسيتي كوليدج لندن. من عام 1976 إلى عام 1985 كان أستاذ الأنثروبولوجيا الأفريقية في جامعة لايدن في هولندا. من عام 1985 إلى عام 2008 كان أستاذًا في جامعة برونيل، حيث كان أول رئيس لقسم العلوم الإنسانية، ثم رئيسًا لقسم الأنثروبولوجيا مؤخرًا. ما بين عامي 2000 و 2007 . حصل على التوالي على ميدالية ريفرز التذكارية وميدالية هكسلي التذكارية من المعهد الملكي للأنثروبولوجيا. كان كوبر أستاذًا زائرًا في جامعة بوسطن، 2011-2014، وأستاذًا مئويًا بكلية لندن للاقتصاد، من 2013 إلى 2014 حيث لا يزال يحمل موعدًا كأستاذ زائر.

## أعماله
في أوائل السبعينيات من القرن الماضي، قام كوبر بعمل ميداني في جامايكا، على الارتباط بوكالة التخطيط الوطنية في مكتب رئيس الوزراء. ومع ذلك، استمر تركيزه الإثنوغرافي الرئيسي على مجتمعات جنوب إفريقيا، حيث نشر العديد من الكتب. في عام 1973 نشر تاريخ الأنثروبولوجيا الاجتماعية البريطانية، ومنذ ذلك الحين استمر في دراسة ونشر التاريخ الفكري للأنثروبولوجيا، وآخرها كتاب عن فكرة الثقافة في التقليد الأنثروبولوجي. حصل على منحة Leverhulme للأبحاث الرئيسية لمدة عامين (2003-2005) مما سمح له بقضاء المزيد من الوقت في البحث. كان الموضوع «زواج ابن العم وسفاح القربى في القرن التاسع عشر في إنجلترا». كما أشرف على العديد من طلاب الدكتوراه في الإثنوغرافيا في الجنوب الأفريقي، وتاريخ الأنثروبولوجيا، والأعمال التجارية العائلية، والقرابة.

## مؤلفاته
- زوجات الماشية: المهر والزواج في جنوب إفريقيا (روتليدج، 1982)
- اختراع المجتمع البدائي: تحولات الوهم (روتليدج، 1988)
- الرئيسيات المختارة: الطبيعة البشرية والتنوع الثقافي (مطبعة جامعة هارفارد، 1994)
- الأنثروبولوجيا والأنثروبولوجيا: المدرسة البريطانية الحديثة (روتليدج، الطبعة الثالثة، 1996)
- موسوعة العلوم الاجتماعية آدم كوبر، جيسيكا كوبر (محرران). (تايلور وفرانسيس، 1996)
- الثقافة: حساب الأنثروبولوجيين (مطبعة جامعة هارفارد، 1999).
- سفاح القربى والتأثير: الحياة الخاصة لبورجوا إنجلترا ، (هارفارد، 2009، ISBN 978-0-674-03589-8)